# 三種の神器 (アジャイル開発)
アジャイルソフトウェア開発における三種の神器（さんしゅのじんぎ）とは、開発の現場において、新時代の開発必需品として宣伝された3種類のツールである。現代の開発現場において、これらの三種の神器を利用してアジャイル開発をすることが王道となっている。

## 内容
- ソースコード管理 (Source Code Management)
略称SCM。GitやSubversionに代表される、バージョン管理システムのこと。複数の人数で開発する際、ソースコードの編集の競合が起こるが、SCMはこの問題を解決したり、過去の編集履歴を参照したりするのに役立つ。

- バグ追跡システム (Bug Tracking System)
略称BTS。RedmineやTrac、Basecampに代表される、プロジェクトマネジメントシステムのこと。
最近ではバグだけではなく問題を追跡するということから、より広い意味で、ITS (Issue Tracking System) という言葉が使われるようになった。

- 継続的インテグレーション (Continuous Integration)
略称CI。JenkinsやHudsonに代表される、テスト自動化を行うためのツール。